# Jean Cheron
Pour les articles homonymes, voir Jean Cheron (homonymie).
Jean Cheron, né en février 1596 et mort le 21 février 1673, est un carme français, introducteur de la Réforme de Touraine dans la province carmélitaine de Gascogne, et critique rationaliste de la Mystique de l'âge baroque.

## Biographie
Jean Cheron est né à Bordeaux, au début février 1596, et décédé dans cette même ville, le 21 février 1673. Entré chez les carmes en 1611, il y accomplit de bonnes études et se voit rapidement chargé de hautes responsabilités dans la province carmélitaine de Gascogne. De plus, il sera, durant vingt ans, docteur-régent à l'université de Bordeaux. Dès 1629, il cherche à introduire dans sa province la réforme initiée par Philippe Thibault à Rennes, en 1604. À cet effet, il fait venir, aux environs de 1632, Maur de l'Enfant-Jésus, brillant représentant de la Réforme de Touraine, qui deviendra maître des novices à Bordeaux, en 1650.
En 1648, tandis qu'il revient du chapitre général, auquel il a assisté à Rome en tant que provincial de Gascogne, Jean tombe entre les mains de pirates mauresques, qui ne le libéreront qu'après paiement de rançon, au bout de deux années de captivité à Tunis. À son retour en France, de nouvelles difficultés l'attendent. Il se fait qu'en son absence, un autre provincial avait été nommé. Spécialiste des questions juridiques, Jean entend bien revendiquer ses droits. Il s'ensuit un procès qui durera jusqu'aux environs de 1655, quand le provincial de Touraine, Mathias de Saint-Jean, nommera Maur de l'Enfant-Jésus à la tête de la province de Gascogne, afin de pacifier celle-ci.

## Postérité
Jean Cheron a publié deux ouvrages polémiques. Édité à Bordeaux en 1642, le premier entend légitimer la dévotion au scapulaire de Notre-Dame du Mont-Carmel, en défendant, contre un certain Jean de Lannoy, la valeur historique du principal document, attestant de l'apparition de la Vierge Marie à saint Simon Stock, sur lequel s'appuie cette pratique. Quant au second ouvrage, il est constitué d'une série de mises en garde ou de critiques à l'égard de ce que l'auteur considère comme des dérives du mysticisme. Paru en français, à Paris, en 1657, cet Examen de la théologie mystique du provincial évincé, même s'il ne visait pas directement la Théologie chrestienne et mystique publié par Maur de l'Enfant-Jésus, s'appliquait malgré tout un peu trop bien aux écrits de ce dernier, qui a cependant préféré laisser à son ami, le jésuite Jean-Joseph Surin, le soin de répliquer, à travers la Guide spirituelle, vers 1660-1661. Les thèses de Cheron ont également été reprises par un franciscain de Bordeaux, auquel le carme déchaux Honoré de Sainte-Marie a répondu, en 1701, dans une Dissertatio apologetica.

## Spiritualité
Pour dénoncer les excès et les illusions de la Mystique, Jean Cheron part d'une définition cartésienne de l'âme et des passions. C'est ainsi qu'il interprète le concept de Nuit chez Jean de la Croix, comme une conséquence de la mélancolie. De fait, cette anthropologie moderne est théoriquement incompatible avec la conception scolastique de l'âme et de ses facultés, laquelle se trouve au fondement de la tradition spirituelle occidentale, particulièrement dans l'héritage rhéno-flamand. Dès lors, même quand l'auteur admet la possibilité théorique de grâces surnaturelles extraordinaires, il préfère exclure la Mystique de la pratique courante, et ce au nom de deux principes : premièrement, l'union mystique peut être atteinte même en état de péché mortel (selon une maxime faussement attribuée à Thérèse d'Avila); deuxièmement, si la contemplation est un acte nécessaire, elle ne comporte aucun mérite vertueux, donc le repos spirituel en Dieu est pure oisiveté et perte de temps. Aussi Cheron ne se contente-t-il pas de donner des règles pour choisir un directeur ou définir les relations de celui-ci avec ses dirigées, mais il critique le langage obscur des mystiques, traque la moindre contradiction dans leurs propos et met toutes leurs affirmations sur le même niveau, au risque d'être incapable de faire finalement la différence entre la vérité et ses contrefaçons. Il connaît pourtant bien Thérèse d'Avila et Jean de la Croix, il va même jusqu'à apprécier Gerson et le carme déchaux Jean de Jésus-Marie; et cependant, il ne manque jamais une occasion de les critiquer. Bien plus, dans sa critique du mysticisme contemporain, il prend position contre Jean de Saint-Samson, maître spirituel de la Réforme de Touraine, ou plutôt contre l'éditeur de celui-ci vers le milieu du siècle, Donatien de Saint-Nicolas.

### Œuvres
- Privilegiati scapularis et visionis sancti Simonis stocki vindiciae, Bordeaux, 1642.
- Examen de la théologie mystique, qui fait voir la différence des lumières divines de celles qui ne le sont pas, et du vray, assuré et catholique chemin de la perfection de celuy qui est parsemé de dangers et infecté d'illusions, et qui montre qu'il n'est pas convenable de donner aux affections, passions, délectations et gousts spirituels, la conduite de l'âme, l'ostant à la raison et à la doctrine, Paris, 1657; 1664.

### Études
- J. Brenninger, « Cheron (Jean) », Dictionnaire de spiritualité ascétique et mystique, Paris, Beauchesne, t. II,‎ 1953, p. 821–822 (lire en ligne).